# 490 TCN
490 TCN là một năm trong lịch La Mã.